# Би-Би Кинг
Рајли Б. Кинг (16. септембар 1925 — 14. мај 2015) познатији под својим сценским именом Би-Би Кинг, Блуз Бој Кинг, био је амерички блуз певач, текстописац и гитариста.
Магазин Ролинг стоун је Кинга поставио на 6. место, 2011. године, листе "100 најбољих гитариста свих времена" (раније је био на 3. месту, која је била објављена 2003) Рангиран је на 17. месту Гибсонове листе "Најбољих 50 гитариста свих времена". По речима Едварда М. Комара, Кинг је "представио софистицирани стил солирања (соло свирања гитаре) базиран на течном савијању жица и шимеринг вибрату који је утицао на скоро сваког електрик блуз гитаристу који је уследио". Кинг је ушао у Рокенрол Кућу Славних 1987. Он је сматран за једног од најутицајнијих блуз музичара свих времена, заслужујући надимак "Краљ Блуза", један је од "Три краља Блуза" (заједно са Албертом Кингом и Фредијем Кингом). Кинг је такође био чувен по неуморним наступима кроз целу своју музичку каријеру, имајући по 200 концерата годишње током седамдесетих. "Најплоднија" година му је била 1956. у којој је одржао 342 шоуа.
Блуз Бој Кинг је преминуо 14. маја 2015. у Лас Вегасу. Имао је 90. година.

## Биографија
Рајли Б Кинг је рођен 16. септембра 1925. године, на плантажи памука по имену Берклаир, у близини града Ита Бена, kao син "кметова" Алберта и Норе Еле Кинг. Он сматра да је оближњи град Индијанола, Мисисипи био његов дом. Када Рајли имао 4 године, његова мајка је оставила његовог оца због другог мушкарца, тако да је дечака одгајила бака по мајци, Елнора Фар, у Килмајклу, Мисисипи.
Још као млад, Кинг је певао у госпел хору у Елкхорн госпел баптистичкој цркви у Килмајклу. Кинга је привукла Пентекосталска црква Господа у Христу због музике. Локални свештеник је водио богослужење са "Сирс Роебак Силвертоне" гитаром. Свештеник је Кинга научио прва три акорда. Чини се да је са 12 година купио своју прву гитару за $15.00, иако још један извор указује да је добио своју прву гитару од Бука Вајта, први рођак његове мајке (Кингова бака и Вајтова мајка су биле сестре).
Новембра 1941. "Краљ Бисквит Тајм" је први пут емитована, емитује се на "КФФА" у Хелини, Арканзас. То је радио емисија која је пуштала мисисипи делта блуз. Кинг је слушао емисију у паузама на плантажи. Самоуки гитариста, он је тада желео да постане радио музичар.
Кинг је напустио Килмајкл 1943. да би радио као возач трактора и свирао гитару са чувеним квартетом Светог Јована у Инвернесу, Мисисипи, наступајући по црквама и на "ВГРМ" у Гринвуду, Мисисипи.
Кинг је, 1946, пратио Бука Вајта до Мемфиса, Тенеси. Вајт га је водио са собом наредних десет месеци. Међутим, Кинг се вратио у Мисисипи убрзо након тога, где је одлучио да себе боље припреми за следеће посете, и вратио се у Вест Мемфис, Арканзас, две године касније, 1948. Наступао је на радио програму Сони Бој Вилиамсона на "КВЕМ"-у у Вест Мемфису, где је почео да добија публику. Кингови наступи су довели до стабилног ангажовање на роштиљу Шеснаесте Авеније у Вест Мемфису, а касније до спота од десет минута на Мемфис радио станици "ВДИА". Радио спот је постао толико популаран да је проширен и постао Сепиа Свинг клуб.
У почетку је радио у "ВДИА" као певач и диск џокеј, где је добио надимак "Бил Стрит Блуз Бој", који је касније скраћен на "Блуз Бој" и коначно на Би-Би Ту се први пут срео са Ти-Боун Валкеру. Кинг је рекао, "Када сам га чуо први пут како свира, знао сам да ћу морати да имам (електричну гитару). 'Морам да имам једну, то је била скраћеница краљу.".

## Музички стил и његов утјецај на друге музичаре
Као гитариста Б.Б. Кинг је најпознатији по својим једноставним и мелодичним гитарским соло деоницама, које је изводио на Гибсон гитари. Остварио је јединствени баршунасти и „краљевски” тон на својој гитари, уз уочљиви оштри тон попут „убода”. Био је познат по свом пријатном вибрато звуку, јаком увртању жица приликом свирања и разборитом приступу који чини сваку ноту веома важном. На почетку своје каријере Б.Б. Кинг је дао надимак својој гитари „Лусил”, као да је то жена с којом је имао дијалог. Увек је сматрао да је музика коју је свирао на гитари попут продужетка његовог гласа (и обрнуто). Једном је и изјавио да 
чим престанем са певањем, ја почињем певати свирајући моју гитару Лусил.
 Б.Б. Кинг је као име за своју гитару „Лусил” одабрао средином 1950-их након што је спасио своју гитару од пожара у ноћном клубу који су започела два мушкарца због расправе око девојке чије име је било Лусил.
Његов гитарски стил одражава његов одгој из подручја око ушћа реке Мисисипи и сазревања у Мемфису. Рани музички утицај на њега имали су блуy музичари попут Ти-Боун Вокера (чија песма „Stormy Monday”, га је и надахнула да заиста почне и да свира блуз), Лони Џонсона, Сани Бој Вилијамсона и Бака Вајта. Б.Б. Кинг се дивио џез гитаристима Чарли Крисчену и Џангу Ренарту. Дувачка секција у његовом оркестру је одиграла велику улогу у његовој музици, правећи успешну комбинацију џеза и блуза у оквиру великог оркестра (биг-банд). Његова спремност да истражује и да се развија као музичар објашњава његову популарност током пет деценија искушавања у различитим музичким стиловима.
Више него било који други музичар након Другог свјетског рата, Б.Б. Кинг је довео блуз са маргине у средиште интересовања музичке јавности. Његов утицај на генерације рок и блуз гитариста попут Ерика Клептона, Мајка Блумфилда и Стиви Реј Вона је непроцењива. Развијајући блуз ка новим музичким правцима остварио је пробој са популарним песмама попут „The Thrill Is Gone”, која истиче његов осећајни глас и гитару уз пратњу гудачких инструмената. Средином 1960-их, напоран рад Б.Б. Кинга, музички геније и поштовање које је стекао међу прослављеним рок музичарима проширила је његову слушалачку публику укључујући и нову публику белих слушалаца који су заволели блуз музику. Тако је Б.Б. Кинг дошао до пажње још једне генерације млађих слушалаца, када је снимио песму „When Love Comes to Town” 1988. године са групом У2 на њиховом албуму и филму Rattle and Hum.